# José Pedroso Teixeira da Silva
José Pedroso Teixeira da Silva ou simplesmente José Pedroso (Salvador, BA, 1 de janeiro de 1913 – 5 de novembro de 1988) foi um médico, jornalista, banqueiro e político brasileiro que exerceu quatro mandatos de deputado federal pelo Rio de Janeiro filiado ao PSD e que foi presidente da Caixa Econômica Federal.

## Dados biográficos
Nascido em Salvador, José Pedroso começou os seus estudos básicos no Colégio Antônio Vieira, instituição privada de ensino em Salvador, vindo a ingressar posteriormente na Faculdade de Medicina da Bahia (FAMEB), onde se formou médico em 1933. Em seguida, viria a se especializar nas áreas de Neuro-psiquiatria, Eletrocardiografia, Cardiologia Clínica e Medicina Interna na FAMEB.
Em 1935, ele se torna médico da unidade da Caixa Econômica Federal sediada em Salvador da Bahia, vindo posteriormente a se tornar Chefe do Serviço de Saúde da mesma unidade da Caixa Econômica.
Transfere-se para estado do Rio de Janeiro, onde viria a prosseguir na sua formação médica, ao realizar estudos de especialização médica em Radiologia, pelo Serviço de Radiologia do Hospital Pronto Socorro do Distrito Federal, e de Urologia na Faculdade Hannemaniana do Rio de Janeiro.
Entre 1946 a 1947, José Pedroso se tornou Diretor da Carteira Hipotecária da unidade da Caixa Econômica Federal situada no Rio de Janeiro. Nesse mesmo período se engajou no jornalismo fluminense, vindo a se tornar membro da Associação Brasileira de Imprensa, da Associação Fluminense de Jornalistas e da Associação de Imprensa Capista.
Funcionário de carreira, José Pedroso foi nomeado presidente da Caixa Econômica Federal em 1947. Ele exerceu a presidência desse banco público por quatro anos entre 1947 a 1951, quando foi eleito parlamentar. Além de presidente da Caixa Econômica, José Pedroso acumulou essa função pública com a atividade de jornalista, tendo dirigido o jornal Diário Trabalhista, situado na cidade do Rio de Janeiro, entre 1948 e 1950.

## Mandatos parlamentares e cassação pela ditadura militar
Filiado PSD estreou na vida política ao eleger-se deputado federal pelo PSD em 1950 com 12.482 votos que lhe permitiram ter sido o sétimo deputado mais votado naquele pleito. Ele veio a ser sucessivamente reeleito para o mesmo cargo político até a perseguição política feita pelos militares que deram o golpe de estado de 1964, o qual resultou na cassação de seu mandato pelo Ato Institucional Número Um em 14 de abril de 1964 em favor do suplente, Alair Ferreira.
Mesmo tendo recuperado os direitos políticos, ele não ocupou nenhum cargo público até o seu falecimento em 1988.

## Obras
- Problemas Vitais do Estado do Rio[1][2];
- Rio de Janeiro, o Estado e o Município[1][2];
- Isto é o Estado do Rio[1][2].